# نصرآباد (گرگان)
نصرآباد، روستایی است از توابع بخش مرکزی شهرستان گرگان در [[استان گلستان.  روستایی درشرق گرگان است وازجنوب به جنگل وروستای باغ گلبن متصل وازشرق به روستای نومل وازغرب به شهر گرگان متصل می‌باشد.

## جمعیت
این روستا در دهستان استرآباد جنوبی شرق شهرستان گرگان قرار داشته و براساس سرشماری سال ۱۳۹۵جمعیت آن ۴۰۰۰ نفر (۷۷ خانوار) بوده‌است.
ولادیمیر ایوانف گویش انها را مانند دیگر استرابادیها استرابادی اصیل میدانست.